# Збурьевка (Херсонская область)
Збурьевка (укр. Збур'ївка) — село в Бехтерской сельской общине Скадовского района Херсонской области Украины.
Население по переписи 2001 года составляло 736 человек. Почтовый индекс — 75643. Телефонный код — 5539. Код КОАТУУ — 6522383201.

## История
В 1946 году указом ПВС УССР село Збурово-Келегей переименовано в Збурьевку.
Погребение высшей знати в Келегеях датируется VII веком. Опираясь на наличие костей коня, а также слоя угля над предметами в Келегеях, А. К. Тахтай считал этот комплекс воинским погребением.

## Местный совет
75643, Херсонская обл., Голопристанский р-н, с. Збурьевка, ул. Ленина, 11